# 八姓
八姓，是中國歷史上极罕见的姓氏。在明代梅膺祚所編的工具書《字汇》中有记载該姓氏。《后汉书·西域传》记载有西域人八滑，明朝时有礼部主事八通。现在中国南方和北方均有此姓，又可以写为“捌”、“叭”或“仈”。
據中華民國內政部於2018年的統計，台灣的八姓人口僅於2人。

## 外部連結
[在维基数据编辑]
 《欽定古今圖書集成·明倫彙編·氏族典·八姓部》，出自陈梦雷《古今圖書集成》